# Траверз
Тра́верз чи тра́верс (фр. traverse — «поперечка») — напрям, перпендикулярний до курсу (діаметральної площини) корабля чи літака. Відповідає курсовому куту 90°.
Вираз «на траверсі (мис, маяк, фортеця, корабель)» означає, що судно порівнялося з чим-небудь, тобто пряма лінія, що проходить через об'єкт і судно, перпендикулярна до його курсу.

## Альпінізм
Траверс в альпінізмі — напрям, перпендикулярний напряму підйому (спуску) на горі. Вислів «проходити траверс(ом)» означає, що альпініст рухається по схилу без набору і без втрати висоти, тобто «вбік» відносно принципової лінії маршруту. Використовуючи траверс, обходять ділянки, які дуже складно здолати.
Траверс вершин — проходження не менше двох вершин, причому спуск з попередньої вершини повинен проходити у напрямку наступної, але не по дорозі підйому.